# 宇佐市歌
「宇佐市歌」（うさしか）は、かつて日本の大分県宇佐市で制定されていた市歌である。作詞・竹下数馬、作曲・遊佐直司。

## 解説
1967年（昭和42年）に市制を施行した（旧）宇佐市の初代市長に就任した山口馬城次は青年層の市外流出により宇佐八幡宮の神事に支障をきたしていたことを嘆慨し、就任2年目の1968年（昭和43年）より消防団に要請して前年まで牛に曳かせていた神輿を人手に戻した。山口は次いで「八幡宮発祥の地の精神を市民に浸透させるため」として1971年（昭和46年）1月を目処に市歌の制定作業を進め、予定よりも早く1970年（昭和45年）10月20日に『広報宇佐』で完成が報じられた。作詞は自治体歌の多くで採られる懸賞募集でなく、地元（旧宇佐郡柳ヶ浦町）出身で国文学者の竹下に依頼されたものである。
歌詞と楽譜は2か月後の『広報宇佐』に掲載され、以降も2005年（平成17年）に宇佐郡院内町および安心院町との新設合併による（新）宇佐市発足までは毎年発行される市勢要覧で市歌の紹介欄が設けられていた。宇佐両院地域市町合併協議会では合併後の市歌に関する取り決めは為されていないが、地方自治法の規定では新設合併方式を取る場合は合併に加わる自治体の一つと同一名称であっても旧自治体とは別個の自治体として扱われるため、旧自治体の市歌は原則的に合併当日を以て失効したものとみなされる。「宇佐市歌」の場合も例外ではないが、合併後の2019年（令和元年）には旧市域の住民から「市民にほとんど知られていない宇佐市歌を市報に載せてもらいたい」とする提言が行われた。
合併後の（新）宇佐市では、2008年（平成20年）3月15日に宇佐市コーラスフェスティバル実行委員会が市へ寄贈した愛唱歌「未来色の風」（作詞・作曲：髙﨑茂直）が統一的な楽曲として使用されている。